# 那那站
那那站（音素換寫：S̄t̄hānī nānā，皇家轉寫：Sathani Nana，發音：[sā.tʰǎː.nīː nāː.nāː]）為曼谷BTS（高架電車）蘇坤蔚線上的一座車站，鄰近曼谷孔提縣之素坤逸十一街，車站編號為E3。該站周邊為曼谷的紅燈區，在晚上有許多嫖客及老餉活動。

## 鄰近地點
- 素坤逸路
  - 瑞典駐泰國大使館（瑞典语：Sveriges ambassad i Bangkok）
- 素坤逸一街
- 素坤逸二街
  - 曼谷萬豪酒店
  - 先得坊無線電路公寓酒店
- 素坤逸三街
- 素坤逸四街
- 素坤逸五街
  - 阿拉伯街（Soi Arab）

## 外部連結
- 曼谷集體運輸系統（架空電車）的官方網站